# Club Atlético Vélez Sarsfield Libertad
El Club Atlético Vélez Sarsfield Libertad es una institución deportiva argentina de la ciudad de Resistencia, Provincia del Chaco; su principal actividad es el fútbol.
Sus orígenes datan del año 1935, cuando en el mismo año se fundaron en Resistencia el Club Atlético Vélez Sarsfield, promotor de la disciplina del fútbol, y el Club Sportivo Libertad, promotor de la práctica del baloncesto. Ambas instituciones cruzaron sus caminos el 14 de julio de 1945, cuando firmaron el acta por el cual se ratificó la fusión y constitución del Club Atlético Vélez Sarsfield Libertad.
A lo largo de su vida institucional, Vélez Sarsfield participó en el ámbito de la Liga Chaqueña de Fútbol, organismo del cual obtuvo su único campeonato en el año 1964.
En materia de fútbol nacional, el club cuenta con una participación en el Torneo del Interior (2011), a la vez de haber tenido una participación en 1965 de un torneo amistoso organizado por el Club Atlético Boca Juniors, al cual fue invitado por haber sido el campeón chaqueño.
Juega de local en su estadio propio, ubicado en la intersección de las avenidas Alvear y Lago Nahuel Huapi de la Ciudad de Resistencia, lindero al límite municipal de esta ciudad con Fontana.
Su clásico rival es el Club Social y Deportivo Fontana, institución con la que animan el Clásico del Oeste. Está rivalidad se ve alimentada por la ubicación del predio del Club Vélez en el límite municipal de Resistencia y Fontana, haciendo que la "V azulada" sostenga su rivalidad con el Taninero, más que con equipos de la Ciudad de Resistencia.

## Datos históricos
- 1935: El 3 de septiembre de dicho año, se funda en la Ciudad de Resistencia el Club Atlético Vélez Sarsfield, con el objetivo de crear un nuevo espacio para la práctica del fútbol en la ciudad. El mismo se crea cómo homenaje al club homónimo, ubicado en ese entonces en el barrio de Villa Luro, en la Ciudad de Buenos Aires.[2] Dos días después, el 5 de septiembre, se funda el Club Sportivo Libertad, promotor de la práctica del básquetbol.[3]
- 1940: El 14 de septiembre se inaugura el primer campo de juego del Club Atlético Vélez Sarsfield,  inaugurado en la actual calle Marcelo T. de Alvear 845, de la Ciudad de Resistencia, Chaco. La misma funcionó tanto para este club, como para la nueva institución, hasta la adquisición de los terrenos linderos con la ciudad de Fontana en 1946.[4]
- 1945: Directivos de Vélez Sarsfield y Sportivo Libertad, inician los primeros contactos con el fin de promover una fusión entre ambas entidades. El 28 de abril de ese año, se decide aprobar la fusión de ambas instituciones, dando origen al Club Atlético Vélez Sarsfield Libertad.[5] La fusión fue finalmente ratificada mediante asamblea, el 14 de julio del mismo año, tomándose esta última como fecha fundacional del nuevo club. Entre las pioneras, figuran familias como Benítez, Coronel, Bondoni, Bordón, Bussolón, Casali, Codul, Carrara, Camors, Codina, Cortez, Coronel, Cristófani, Chica, Da Graca, Duarte, Fraco, Flores, González, García, Logiúdice, Maestro, Martínez, Micillo, Monfardini, Ortega, Puppo, Pastor Pegoraro, Ríos, Sánchez, Sibert, Sotelo, Santambroggio, Toledo, Urtizberea, Valzino, Olivar y Massa entre otros.[6]
- 1946: El 24 de enero de este año, se concreta la compra de los terrenos donde actualmente se encuentran las instalaciones del club. Los mismos le son adquiridos a su propietario, el señor José Sabadini, por parte de la Comisión Directiva, encabezada por la presidenta, Srta. Anello. Debido a que el club carecía de personería jurídica, los mismos son puestos a nombre del ingeniero y socio del club, Ecas Micillo.[4]
- 1964: El 13 de noviembre de este año, Vélez Sarsfield Libertad inscribe su nombre en las páginas doradas de la Liga Chaqueña de Fútbol, al proclamarse por primera vez campeón de la Primera División. El equipo campeón fue dirigido por Antonio Ruiz Díaz y preparado por Marcos Goicochea. Entre sus principales figuras se destacaron Varela, Estanislao González, Carlos Benítez, Zampa, Gómez, "Choloto" López, Mangini, Altamirano, Romano, Héctor Benítez y Humberto Gómez Lollo.[7]
- 1965: La obtención del campeonato 1964 de la Liga Chaqueña de Fútbol, le abre la puerta a Vélez Sarsfield Libertad, a su primer torneo de carácter nacional, al ser invitado junto a los campeones de las ligas provinciales a participar en el Torneo de Campeones "Copa Confraternidad", organizado por el vigente campeón del fútbol argentino Club Atlético Boca Juniors, en ocasión de cumplirse sus primeros 60 años de vida institucional. El debut de Vélez en este torneo, de carácter amistoso, fue el 4 de abril enfrentando y eliminando a All Boys de La Pampa por 4-0. El périplo del Fortín chaqueño finalizó en la ronda siguiente, al caer por 2-1 con General Paz Juniors de la Ciudad de Córdoba, el 6 de abril.[8]
- 2009: Tras varias idas y vueltas, intercambiando entre una y otra categoría de la Liga Chaqueña, en 2008 consiguió su último ascenso a la Primera "A", para disputar la Temporada 2009. Su desempeño en Primera fue tal, que al finalizar los dos torneos principales de la temporada, el acumulado de puntos le permitió acceder a una de las plazas de clasificación al Torneo Interfederativo 2010, organizado por la Federación Chaqueña de Fútbol, con el fin de otorgar plazas para el Torneo del Interior 2011.
- 2010: Incursiona en el Torneo Federativo de la Federación Chaqueña de Fútbol, como representante de la Liga Chaqueña. La campaña resulta exitosa para el club, accediendo a la final contra el representante de la Asociación de Fútbol del Oeste Chaqueño (AFOCh), Alvear de Villa Ángela. Tras haber empatado 0-0 en la ida jugada en Resistencia, la vuelta se jugó en Villa Ángela el 23 de octubre, donde tras empatar 1-1, Alvear se impuso en tanda de penales por 4-2, coronándose campeón y clasificando al Torneo del Interior 2011. Pese a la derrota, Vélez también obtuvo su clasificación al mencionado torneo.[9]
- 2011: Incursionó en el Torneo del Interior, integrando el grupo 36, junto a Resistencia Central, El Fortín de Machagai y Colonia Brandsen de Presidencia de la Plaza. Tras jugar la fase inicial de grupos, accedió a las rondas eliminatorias como uno de los mejores terceros del certamen. En la primera rueda, eliminó a Boca Juniors de Quitilipi al imponerse en un global de 2-1 (1-1 en la ida jugada en Resistencia y 1-0 en la vuelta jugada en Quitilipi). Finalmente en la ronda siguiente fue eliminado por su vecino Sarmiento de Resistencia, con un global de 7-2 a favor del Decano (1-2 en la ida jugada en Vélez y 1-5 en la vuelta jugada en el Estadio Juan Alberto García, donde Sarmiento ofició de local).
- 2012: Retorna a jugar en la Liga Chaqueña, disputando los torneos Apertura y Clausura del año 2012. La campaña realizada dejó al club comprometido por los promedios del descenso, por lo que debió disputar una de las promociones del Torneo Oficial para mantener la categoría. Finalmente y al cabo de tres partidos con empate global, Vélez Sarsfield fue derrotado por el Club Atlético San Fernando, decretándose así su descenso a la segunda división, en la cual permanece hasta la actualidad.

## Símbolos

### Indumentaria
Desde sus primeros años, el equipo imitó en múltiples aspectos al Club Atlético Vélez Sarsfield de la Ciudad de Buenos Aires, del cual no solo adoptó inicialmente su denominación (antes de agregarle el término "Libertad" tras la fusión de 1945), sino que también adoptó aspectos como el diseño de su uniforme, su escudo y por herencia, los apodos del equipo y de su hinchada.
Con relación a su uniforme titular, el mismo es de un diseño similar al adoptado en 1933 por el club hoy afincado en el barrio de Liniers, consistente en una casaca completamente blanca, con dos bandas azules que partiendo desde los hombros, empalman en el centro del pecho, tomando la forma de una letra "V". En idéntico sentido, el uniforme suplente adopta el mismo diseño, pero en este caso, invirtiendo los colores.

### Escudo
Tras la ratificación de la fusión de los clubes Vélez Sarsfield y Sportivo Libertad, la institución también terminó por adoptar el mismo escudo de su homólogo porteño, con un ligero retoque en su diseño. El mismo consiste en un escudo de cuatro puntas superiores, que delinean la parte superior similar a tres semielipses concatenadas, y dos curvas laterales que cierran el formato del escudo en color azul. Este borde azul encierra un campo de color blanco, dividido en dos mitades por una franja azul en forma de "V". En el campo superior figuran las letras "C" y "A", respetando el formato, color y diseño del escudo de Vélez de Liniers, mientras que en el campo inferior, las letras "V" y "S" son desplazadas hacia la izquierda y centro respectivamente, dejando espacio para el agregado de una letra "L" (connotando a la palabra "Libertad"), en un formato que también respeta el del escudo del Vélez original.

## Palmarés
- Liga Chaqueña de Fútbol: 1 (1964)

## Participaciones nacionales
- Copa Confraternidad, 60 años de Boca Juniors: 1965 (eliminado en segunda ronda).
- Torneo del Interior: 1 (2011)